# FC Seoul
 FC Seoul (koreansk: FC 서울 eller Football Club Seoul FC 서울) er en fodboldklub i Seoul, Sydkorea. FC Seoul blev etableret i 1983 under navnet Lucky-Goldstar FC.
Fodboldholdet har hjemmebane på Seoul World Cup Stadium, der har en kapacitet på 66.806 tilskuere. Stadion blev bygget forbindelse med afholdelsen af VM i fodbold 2002 i Sydkorea og Japan.
FC Seoul spiller i den bedste sydkoreanske række, K League Classic. Klubben har vundet det sydkoreanske mesterskab 5 gange.